# Nineta flava
Nineta flava är en insektsart som först beskrevs av Giovanni Antonio Scopoli 1763.  Nineta flava ingår i släktet Nineta och familjen guldögonsländor. Arten är reproducerande i Sverige. Inga underarter finns listade i Catalogue of Life.

## Bildgalleri

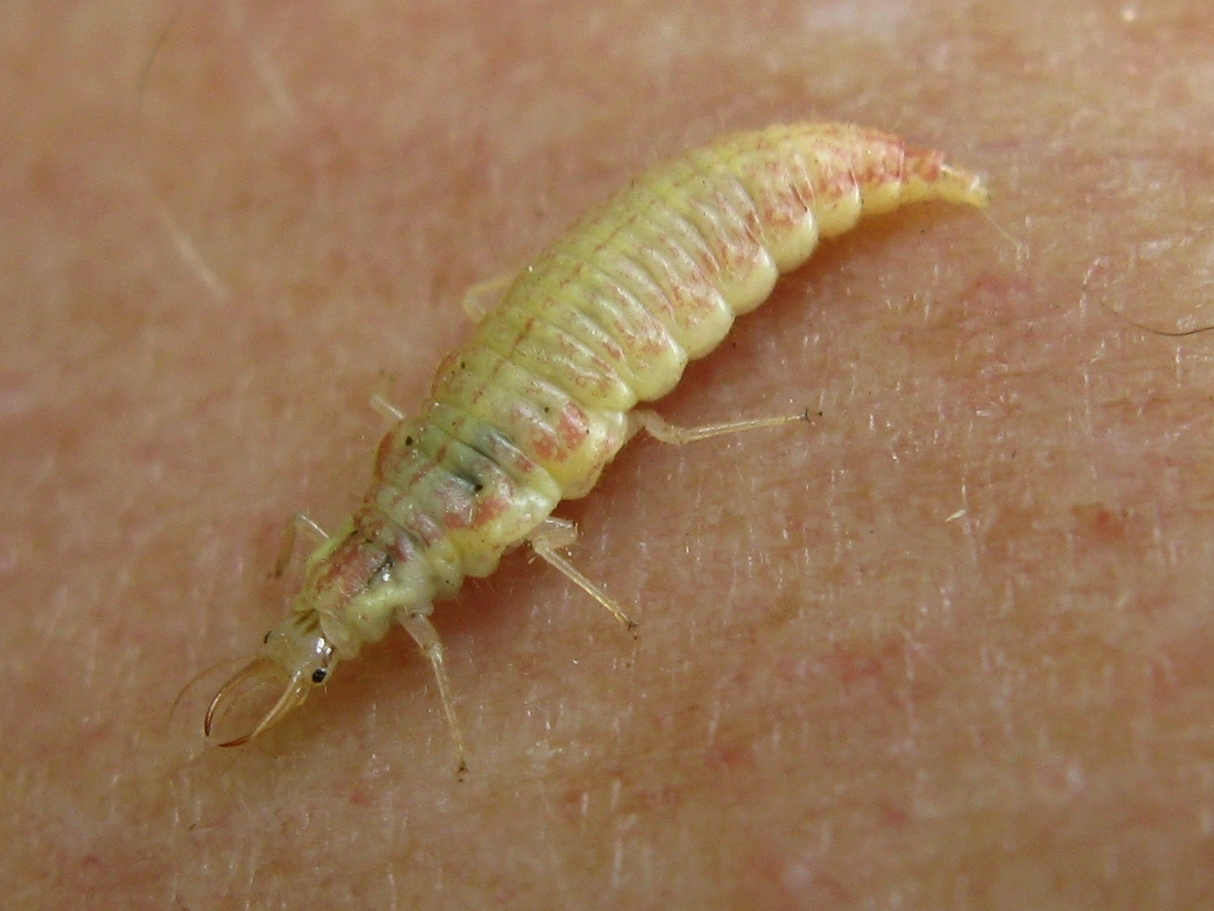